# Шляйд
Шляйд (нім. Schleid) — громада в Німеччині, розташована в землі Тюрингія. Входить до складу району Вартбург.
Площа — 30,39 км2. Населення становить 1012 ос. (станом на 31 грудня 2021).